# Turrialba
Turrialba è una città e un distretto della Costa Rica, capoluogo del cantone omonimo, nella provincia di Cartago.